# Lista de ministros da Marinha do Brasil

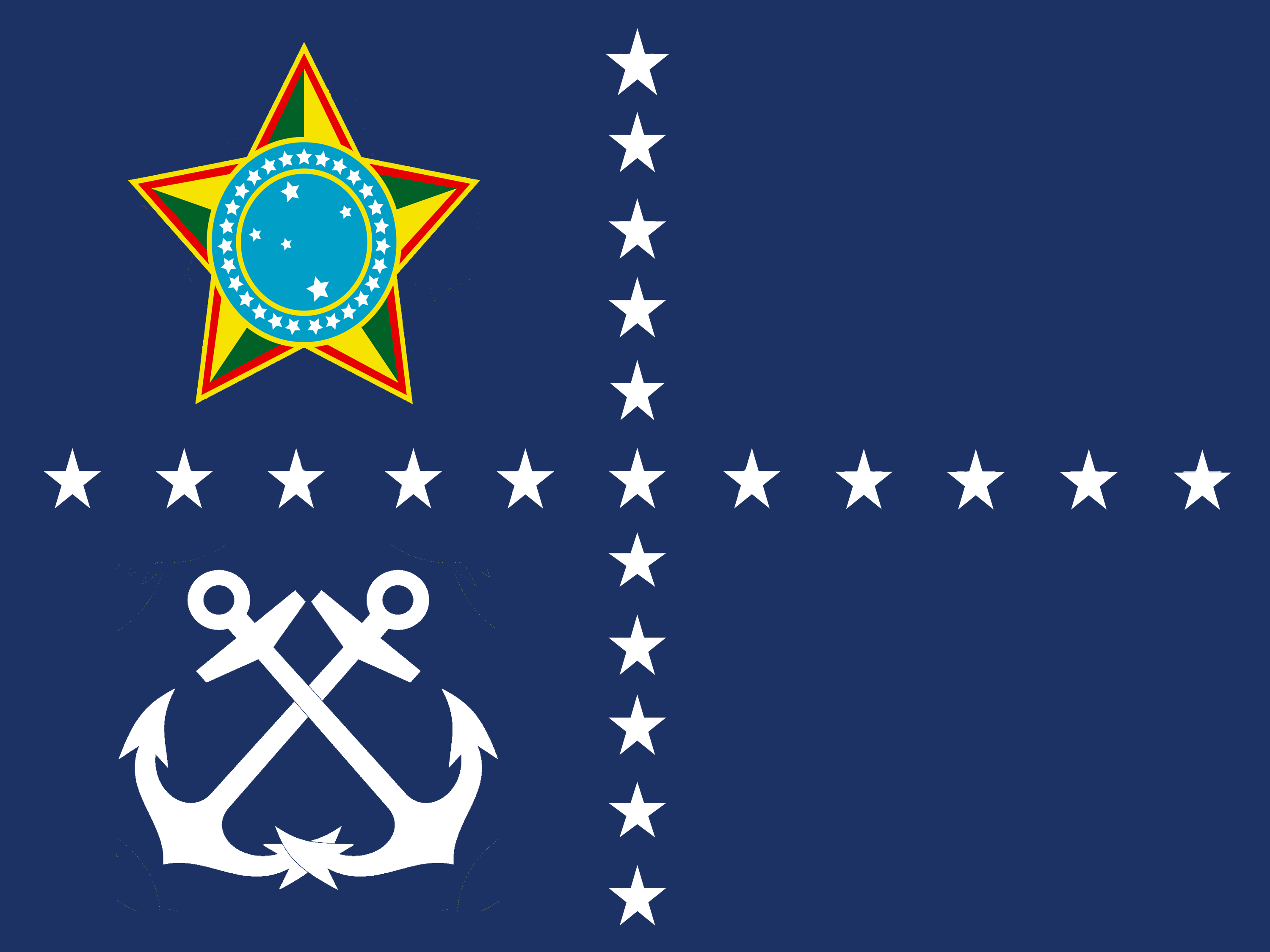
Bandeira do Ministro da Marinha, em 1917.

Esta é uma lista dos Ministros da Marinha do Brasil. Os ministros eram os chefes do Ministério da Marinha, um órgão criado antes de o Brasil ser independente. A criação deste órgão deu-se em março de 1808 ainda sob o domínio português, devido à vinda da família real portuguesa para o Brasil, fugindo das invasões napoleônicas. O órgão foi criado sob a denominação de Secretaria de Estado dos Negócios da Marinha e Domínios Ultramarinos e em 1821 passaria a designar-se Secretaria de Estado dos Negócios da Marinha. Mais tarde, em 1891, o órgão passou a ser denominado Ministério da Marinha. Apesar do termo "secretaria", os titulares eram designados ministros.

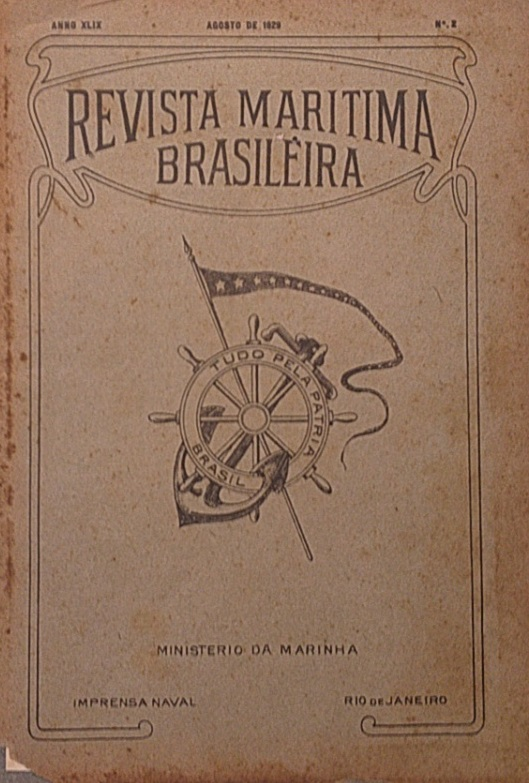
Revista mantida pelo Ministério da Marinha em 1929.

Com a criação do Ministério da Defesa, em 10 de junho de 1999 pela lei complementar nº 97 de 9 de junho de 1999, as Forças Armadas deixaram de ter estatuto de Ministério e passaram a ser subordinadas ao Ministro de Estado da Defesa. A organização responsável pela gestão da Marinha passou a ser denominada Comando da Marinha e seu chefe, sem status de Ministro, passou a ser denominado Comandante da Marinha.

## Reino Unido de Portugal, Brasil e Algarves
Os seguintes ministros foram ministros da Marinha Portuguesa, porém estão listados no endereço eletrônico da Marinha do Brasil como "ministros da Marinha do Brasil". 
| Nº | Nome                                | Início                  | Fim                     | Rei        |
| -- | ----------------------------------- | ----------------------- | ----------------------- | ---------- |
| 1  | João Rodrigues de Sá e Menezes      | 10/11 de março de 1808  | 30 de dezembro de 1809  | D. João VI |
| 2  | Fernando José de Portugal e Castro  | 30 de dezembro de 1809  | 7 de janeiro de 1810    | D. João VI |
| 3  | João de Almeida Melo e Castro       | 7 de janeiro de 1810    | 18 de janeiro de 1814   | D. João VI |
| 4  | António de Araújo e Azevedo         | 18 de janeiro de 1814   | 21 de junho de 1817     | D. João VI |
| 5  | João Paulo Bezerra de Seixas        | 21 de junho de 1817     | 29 de novembro de 1817  | D. João VI |
| 6  | Tomás António de Vila Nova Portugal | 29 de novembro de 1817  | 5 de fevereiro de 1818  | D. João VI |
| 7  | Marcos de Noronha e Brito           | 5 de fevereiro de 1818  | 22 de fevereiro de 1821 | D. João VI |
| 8  | Joaquim José Monteiro Torres        | 22 de fevereiro de 1821 | 22 de abril de 1821     | D. João VI |
| 9  | Manuel Antônio Farinha              | 22 de abril de 1821     | 22 de outubro de 1822   | D. João VI |

## Império

### Primeiro reinado
| Nº | Nome                                                                        | Início                 | Fim                    | Imperador  |
| -- | --------------------------------------------------------------------------- | ---------------------- | ---------------------- | ---------- |
| 1  | Manuel Antônio Farinha                                                      | 16 de janeiro de 1822  |                        | D. Pedro I |
| 2  | Luís da Cunha Moreira, visconde de Cabo Frio                                | 22 de outubro de 1822  | 15 de novembro de 1823 | D. Pedro I |
| —  | Pedro José da Costa Barros (interino)                                       | 15 de novembro de 1823 | 17 de novembro de 1823 | D. Pedro I |
| 3  | Francisco Vilela Barbosa, marquês de Paranaguá                              | 17 de novembro de 1823 | 16 de janeiro de 1827  | D. Pedro I |
| 4  | Francisco Afonso de Meneses de Sousa Coutinho, marquês de Maceió            | 16 de janeiro de 1827  | 22 de novembro de 1827 | D. Pedro I |
| 5  | Diogo Jorge de Brito                                                        | 22 de novembro de 1827 | 30 de maio de 1828     | D. Pedro I |
| —  | João Carlos Augusto de Oyenhausen-Gravenburg, marquês de Aracati (interino) | 30 de maio de 1828     | 6 de junho de 1828     | D. Pedro I |
| —  | Diogo Jorge de Brito (interino)                                             | 6 de junho de 1828     | 16 de junho de 1828    | D. Pedro I |
| 6  | Miguel de Sousa Melo e Alvim                                                | 16 de junho de 1828    | 4 de dezembro de 1829  | D. Pedro I |
| 7  | Francisco Vilela Barbosa, marquês de Paranaguá                              | 4 de dezembro de 1829  | 18 de março de 1831    | D. Pedro I |
| —  | José Manuel de Almeida (interino)                                           | 19 de março de 1831    | 5 de abril de 1831     | D. Pedro I |
| —  | Francisco Vilela Barbosa, marquês de Paranaguá (interino)                   | 5 de abril de 1831     | 7 de abril de 1831     | D. Pedro I |

### Período regencial
| Nº | Nome                                                         | Início                 | Fim                    | Imperador e regentes                       |
| -- | ------------------------------------------------------------ | ---------------------- | ---------------------- | ------------------------------------------ |
| 7  | José Manuel de Almeida                                       | 7 de abril de 1831     | 17 de junho de 1831    | D. Pedro II - Regência Trina Provisória    |
| 7  | José Manuel de Almeida                                       | 17 de junho de 1831    | 28 de outubro de 1831  | D. Pedro II - Regência Trina Permanente    |
| 8  | Joaquim José Rodrigues Torres, visconde de Itaboraí          | 28 de outubro de 1831  | 3 de agosto de 1832    | D. Pedro II - Regência Trina Permanente    |
| —  | Bento Barroso Pereira (interino)                             | 3 de agosto de 1832    | 14 de setembro de 1832 | D. Pedro II - Regência Trina Permanente    |
| —  | Antero José Ferreira de Brito, barão de Tramandaí (interino) | 14 de setembro de 1832 | 8 de novembro de 1832  | D. Pedro II - Regência Trina Permanente    |
| 9  | Joaquim José Rodrigues Torres, visconde de Itaboraí          | 8 de novembro de 1832  | 30 de julho de 1834    | D. Pedro II - Regência Trina Permanente    |
| —  | Antero José Ferreira de Brito, barão de Tramandaí (interino) | 30 de julho de 1834    | 16 de janeiro de 1835  | D. Pedro II - Regência Trina Permanente    |
| —  | João Paulo dos Santos Barreto (interino)                     | 16 de janeiro de 1835  | 14 de março de 1835    | D. Pedro II - Regência Trina Permanente    |
| —  | Joaquim Vieira da Silva e Sousa (interino)                   | 14 de março de 1835    | 17 de março de 1835    | D. Pedro II - Regência Trina Permanente    |
| 10 | José Pereira Pinto                                           | 17 de março de 1835    | 14 de outubro de 1835  | D. Pedro II - Regência Trina Permanente    |
| —  | Manuel da Fonseca de Lima e Silva, barão de Suruí (interino) | 14 de outubro de 1835  | 5 de fevereiro de 1836 | D. Pedro II - Regente Diogo Antônio Feijó  |
| 11 | Salvador José Maciel                                         | 5 de fevereiro de 1836 | 16 de maio de 1837     | D. Pedro II - Regente Diogo Antônio Feijó  |
| 12 | Tristão Pio dos Santos                                       | 16 de maio de 1837     | 18 de setembro de 1837 | D. Pedro II - Regente Diogo Antônio Feijó  |
| 13 | Joaquim José Rodrigues Torres, visconde de Itaboraí          | 18 de setembro de 1837 | 16 de abril de 1839    | D. Pedro II - Regente Pedro de Araújo Lima |
| 14 | Jacinto Roque de Sena Pereira                                | 16 de abril de 1839    | 23 de maio de 1840     | D. Pedro II - Regente Pedro de Araújo Lima |
| 15 | Joaquim José Rodrigues Torres, visconde de Itaboraí          | 23 de maio de 1840     | 23 de julho de 1840    | D. Pedro II - Regente Pedro de Araújo Lima |

### Segundo reinado
| Nº | Nome                                                                                     | Início                  | Fim                     | Imperador e Presidentes do Conselho de Ministros                     |
| -- | ---------------------------------------------------------------------------------------- | ----------------------- | ----------------------- | -------------------------------------------------------------------- |
| 16 | Antônio Francisco de Paula de Holanda Cavalcanti de Albuquerque                          | 24 de julho de 1840     | 23 de março de 1841     | D. Pedro II - Sem Presidentes do Conselho de Ministros               |
| 17 | Francisco Vilela Barbosa                                                                 | 23 de março de 1841     | 26 de agosto de 1841    | D. Pedro II - Sem Presidentes do Conselho de Ministros               |
| —  | José Clemente Pereira                                                                    | 26 de agosto de 1841    | 13 de setembro de 1841  | D. Pedro II - Sem Presidentes do Conselho de Ministros               |
| —  | Francisco Vilela Barbosa                                                                 | 13 de setembro de 1841  | 20 de janeiro de 1843   | D. Pedro II - Sem Presidentes do Conselho de Ministros               |
| 18 | Joaquim José Rodrigues Torres, visconde de Itaboraí                                      | 20 de janeiro de 1843   | 24 de janeiro de 1843   | D. Pedro II - Sem Presidentes do Conselho de Ministros               |
| —  | Salvador José Maciel                                                                     | 24 de janeiro de 1843   | 2 de fevereiro de 1843  | D. Pedro II - Sem Presidentes do Conselho de Ministros               |
| 19 | Joaquim José Rodrigues Torres, visconde de Itaboraí                                      | 2 de fevereiro de 1843  | 2 de fevereiro de 1844  | D. Pedro II - Sem Presidentes do Conselho de Ministros               |
| 20 | Jerônimo Coelho                                                                          | 2 de fevereiro de 1844  | 23 de maio de 1844      | D. Pedro II - Sem Presidentes do Conselho de Ministros               |
| 21 | Antônio Francisco de Paula de Holanda Cavalcanti de Albuquerque, visconde de Albuquerque | 23 de maio de 1844      | 17 de maio de 1847      | D. Pedro II - Sem Presidentes do Conselho de Ministros               |
| —  | João Paulo dos Santos Barreto                                                            | 17 de maio de 1847      | 20 de julho de 1847     | D. Pedro II - Sem Presidentes do Conselho de Ministros               |
| —  | João Paulo dos Santos Barreto                                                            | 20 de julho de 1847     | 22 de maio de 1847      | D. Pedro II - Presidente Manuel Alves Branco                         |
| 22 | Cândido Batista de Oliveira                                                              | 22 de maio de 1847      | 8 de março de 1848      | D. Pedro II - Presidente Manuel Alves Branco                         |
| —  | Manuel Felizardo de Sousa e Melo                                                         | 8 de março de 1848      | 14 de maio de 1848      | D. Pedro II - Presidente José Carlos Pereira de Almeida Torres       |
| 23 | Joaquim Antão Fernandes Leão                                                             | 14 de maio de 1848      | 31 de maio de 1848      | D. Pedro II - Presidente José Carlos Pereira de Almeida Torres       |
| 23 | Joaquim Antão Fernandes Leão                                                             | 31 de maio de 1848      | 29 de setembro de 1848  | D. Pedro II - Presidente Francisco de Paula Sousa e Melo             |
| 24 | Manuel Felizardo de Sousa e Melo                                                         | 29 de setembro de 1848  | 23 de julho de 1849     | D. Pedro II - Presidente Pedro de Araújo Lima (1º Governo)           |
| 25 | Manuel Vieira Tosta, marquês de Muritiba                                                 | 23 de julho de 1849     | 8 de outubro de 1849    | D. Pedro II - Presidente Pedro de Araújo Lima (1º Governo)           |
| 25 | Manuel Vieira Tosta, marquês de Muritiba                                                 | 8 de outubro de 1849    | 11 de maio de 1852      | D. Pedro II - Presidente José da Costa Carvalho                      |
| 26 | Zacarias de Góis e Vasconcelos                                                           | 11 de maio de 1852      | 6 de setembro de 1853   | D. Pedro II - Presidente Joaquim José Rodrigues Torres (1º Governo)  |
| —  | Pedro de Alcântara Bellegarde                                                            | 6 de setembro de 1853   | 15 de dezembro de 1853  | D. Pedro II - Presidente Honório Hermeto Carneiro Leão               |
| 27 | José Maria da Silva Paranhos, visconde do Rio Branco                                     | 15 de fevereiro de 1853 | 14 de junho de 1855     | D. Pedro II - Presidente Honório Hermeto Carneiro Leão               |
| 28 | João Maurício Wanderley, barão de Cotegipe                                               | 14 de junho de 1855     | 3 de setembro de 1856   | D. Pedro II - Presidente Honório Hermeto Carneiro Leão               |
| 28 | João Maurício Wanderley, barão de Cotegipe                                               | 3 de setembro de 1856   | 8 de outubro de 1856    | D. Pedro II - Presidente Luís Alves de Lima e Silva (1º Governo)     |
| —  | José Maria da Silva Paranhos, visconde do Rio Branco                                     | 8 de outubro de 1856    | 4 de maio de 1857       | D. Pedro II - Presidente Luís Alves de Lima e Silva (1º Governo)     |
| 29 | José Antônio Saraiva                                                                     | 4 de maio de 1857       | 12 de dezembro de 1858  | D. Pedro II - Presidente Pedro de Araújo Lima (2º Governo)           |
| 30 | Antônio Paulino Limpo de Abreu, visconde de Abaeté                                       | 12 de dezembro de 1858  | 10 de agosto de 1859    | D. Pedro II - Presidente Antônio Paulino Limpo de Abreu              |
| 31 | Francisco Xavier Pais Barreto                                                            | 10 de agosto de 1859    | 2 de março de 1861      | D. Pedro II - Presidente Ângelo Moniz da Silva Ferraz                |
| 32 | Joaquim José Inácio, visconde de Inhaúma                                                 | 2 de março de 1861      | 24 de maio de 1862      | D. Pedro II - Presidente Luís Alves de Lima e Silva (2º Governo)     |
| —  | José Bonifácio de Andrada e Silva                                                        | 24 de maio de 1862      | 30 de maio de 1862      | D. Pedro II - Presidente Zacarias de Góis e Vasconcelos (1º Governo) |
| 33 | Joaquim Raimundo de Lamare, visconde de Lamare                                           | 30 de maio de 1862      | 15 de janeiro de 1864   | D. Pedro II - Presidente Pedro de Araújo Lima (3º Governo)           |
| 34 | João Pedro Dias Vieira                                                                   | 15 de janeiro de 1864   | 31 de março de 1864     | D. Pedro II - Presidente Zacarias de Góis e Vasconcelos (2º Governo) |
| 35 | Francisco Carlos de Araújo Brusque                                                       | 31 de março de 1864     | 31 de agosto de 1864    | D. Pedro II - Presidente Zacarias de Góis e Vasconcelos (2º Governo) |
| 36 | Francisco Xavier Pinto de Lima                                                           | 31 de agosto de 1864    | 12 de maio de 1865      | D. Pedro II - Presidente Francisco José Furtado                      |
| —  | José Antônio Saraiva                                                                     | 12 de maio de 1865      | 27 de junho de 1865     | D. Pedro II - Presidente Pedro de Araújo Lima (4º Governo)           |
| 37 | Francisco de Paula da Silveira Lobo                                                      | 27 de junho de 1865     | 27 de janeiro de 1866   | D. Pedro II - Presidente Pedro de Araújo Lima (4º Governo)           |
| —  | José Antônio Saraiva                                                                     | 27 de janeiro de 1866   | 17 de fevereiro de 1866 | D. Pedro II - Presidente Pedro de Araújo Lima (4º Governo)           |
| 38 | Francisco de Paula da Silveira Lobo                                                      | 17 de fevereiro de 1866 | 3 de agosto de 1866     | D. Pedro II - Presidente Pedro de Araújo Lima (4º Governo)           |
| 39 | Afonso Celso de Assis Figueiredo, visconde de Ouro Preto                                 | 3 de agosto de 1866     | 16 de julho de 1868     | D. Pedro II - Presidente Zacarias de Góis e Vasconcelos (3º Governo) |
| 40 | João Maurício Wanderley, barão de Cotegipe                                               | 16 de julho de 1868     | 29 de setembro de 1870  | D. Pedro II - Presidente Joaquim José Rodrigues Torres (2º Governo)  |
| 41 | Luís Antônio Pereira Franco, barão de Pereira Franco                                     | 29 de setembro de 1870  | 7 de março de 1871      | D. Pedro II - Presidente José Antônio Pimenta Bueno                  |
| 42 | Manuel Antônio Duarte de Azevedo                                                         | 7 de março de 1871      | 18 de maio de 1872      | D. Pedro II - Presidente José Maria da Silva Paranhos                |
| 43 | Joaquim Delfino Ribeiro da Luz                                                           | 18 de maio de 1872      | 25 de junho de 1875     | D. Pedro II - Presidente José Maria da Silva Paranhos                |
| 44 | Luís Antônio Pereira Franco, barão de Pereira Franco                                     | 25 de junho de 1875     | 5 de janeiro de 1878    | D. Pedro II - Presidente Luís Alves de Lima e Silva (3º Governo)     |
| 45 | Eduardo de Andrade Pinto                                                                 | 5 de janeiro de 1878    | 24 de dezembro de 1878  | D. Pedro II - Presidente João Lins Vieira Cansanção de Sinimbu       |
| 46 | João Ferreira de Moura                                                                   | 24 de dezembro de 1878  | 9 de dezembro de 1879   | D. Pedro II - Presidente João Lins Vieira Cansanção de Sinimbu       |
| —  | João Lustosa da Cunha Paranaguá, 2.° marquês de Paranaguá                                | 9 de dezembro de 1879   | 24 de janeiro de 1880   | D. Pedro II - Presidente João Lins Vieira Cansanção de Sinimbu       |
| 47 | João Ferreira de Moura                                                                   | 24 de janeiro de 1880   | 28 de março de 1880     | D. Pedro II - Presidente João Lins Vieira Cansanção de Sinimbu       |
| —  | Pedro Luís Pereira de Sousa                                                              | 28 de março de 1880     | 30 de março de 1880     | D. Pedro II - Presidente José Antônio Saraiva (1º Governo)           |
| 48 | José Rodrigues de Lima Duarte, visconde de Lima Duarte                                   | 30 de março de 1880     | 21 de janeiro de 1882   | D. Pedro II - Presidente José Antônio Saraiva (1º Governo)           |
| —  | Afonso Pena                                                                              | 21 de janeiro de 1882   | 28 de janeiro de 1882   | D. Pedro II - Presidente Martinho Álvares da Silva Campos            |
| 49 | Bento Francisco de Paula Sousa                                                           | 28 de janeiro de 1882   | 6 de maio de 1882       | D. Pedro II - Presidente Martinho Álvares da Silva Campos            |
| 50 | Antônio Carneiro da Rocha                                                                | 6 de maio de 1882       | 3 de julho de 1882      | D. Pedro II - Presidente Martinho Álvares da Silva Campos            |
| 51 | João Florentino Meira de Vasconcelos                                                     | 3 de julho de 1882      | 24 de maio de 1883      | D. Pedro II - Presidente João Lustosa da Cunha Paranaguá             |
| 52 | Antônio de Almeida e Oliveira                                                            | 24 de maio de 1883      | 6 de junho de 1884      | D. Pedro II - Presidente Lafayette Rodrigues Pereira                 |
| 53 | Joaquim Raimundo de Lamare, visconde de Lamare                                           | 6 de junho de 1884      | 6 de maio de 1885       | D. Pedro II - Presidente Manuel Pinto de Sousa Dantas                |
| 54 | Luís Filipe de Sousa Leão                                                                | 6 de maio de 1885       | 20 de agosto de 1885    | D. Pedro II - Presidente José Antônio Saraiva (2º Governo)           |
| 55 | Alfredo Rodrigues Fernandes Chaves                                                       | 20 de agosto de 1885    | 12 de junho de 1886     | D. Pedro II - Presidente João Maurício Wanderley                     |
| 56 | Samuel Wallace MacDowell                                                                 | 12 de junho de 1886     | 10 de maio de 1887      | D. Pedro II - Presidente João Maurício Wanderley                     |
| 57 | Carlos Frederico Castrioto                                                               | 10 de maio de 1887      | 10 de março de 1888     | D. Pedro II - Presidente João Maurício Wanderley                     |
| 58 | Luís Antônio Vieira da Silva, visconde de Vieira da Silva                                | 10 de março de 1888     | 4 de janeiro de 1889    | D. Pedro II - Presidente João Alfredo Correia de Oliveira            |
| —  | Tomás José Coelho de Almeida                                                             | 4 de janeiro de 1889    | 8 de fevereiro de 1889  | D. Pedro II - Presidente João Alfredo Correia de Oliveira            |
| 59 | Joaquim Elísio Pereira Marinho, visconde de Guaí                                         | 8 de fevereiro de 1889  | 7 de junho de 1889      | D. Pedro II - Presidente João Alfredo Correia de Oliveira            |
| 60 | José da Costa Azevedo, barão do Ladário                                                  | 7 de junho de 1889      | 15 de novembro de 1889  | D. Pedro II - Presidente Afonso Celso de Assis Figueiredo            |

## República

### República Velha(1ª República)
| Nº | Nome                                                   | Início                 | Fim                    | Presidente         |
| -- | ------------------------------------------------------ | ---------------------- | ---------------------- | ------------------ |
| 61 | Eduardo Wandenkolk                                     | 15 de novembro de 1889 | 22 de janeiro de 1891  | Deodoro da Fonseca |
| 62 | Fortunato Foster Vidal                                 | 22 de janeiro de 1891  | 23 de novembro de 1891 | Deodoro da Fonseca |
| 63 | Custódio de Melo                                       | 23 de novembro de 1891 | 30 de abril de 1893    | Floriano Peixoto   |
| 64 | Filipe Firmino Rodrigues Chaves                        | 30 de abril de 1893    | 5 de janeiro de 1894   | Floriano Peixoto   |
| 65 | Francisco José Coelho Neto                             | 5 de janeiro de 1894   | 26 de junho de 1894    | Floriano Peixoto   |
| —  | Bibiano Sérgio Macedo da Fontoura Costallat (interino) | 26 de junho de 1894    | 2 de julho de 1894     | Floriano Peixoto   |
| 66 | João Gonçalves Duarte                                  | 2 de julho de 1894     | 5 de novembro de 1894  | Floriano Peixoto   |
| 67 | Elisiário José Barbosa                                 | 15 de novembro de 1894 | 21 de novembro de 1896 | Prudente de Morais |
| 68 | Manuel José Alves Barbosa                              | 21 de novembro de 1896 | 15 de novembro de 1898 | Prudente de Morais |
| 69 | Carlos Baltasar da Silveira                            | 15 de novembro de 1898 | 19 de agosto de 1899   | Campos Sales       |
| 70 | José Pinto da Luz                                      | 19 de agosto de 1899   | 15 de novembro de 1902 | Campos Sales       |
| 71 | Júlio César de Noronha                                 | 15 de novembro de 1902 | 15 de novembro de 1906 | Rodrigues Alves    |
| 72 | Alexandrino Faria de Alencar                           | 15 de novembro de 1906 | 14 de junho de 1909    | Afonso Pena        |
| 72 | Alexandrino Faria de Alencar                           | 14 de junho de 1909    | 15 de novembro de 1910 | Nilo Peçanha       |
| 73 | Joaquim Marques Batista de Leão                        | 15 de novembro de 1910 | 11 de janeiro de 1912  | Hermes da Fonseca  |
| 74 | Manuel Inácio Belfort Vieira                           | 11 de janeiro de 1912  | 12 de julho de 1913    | Hermes da Fonseca  |
| 75 | Vespasiano Gonçalves de Albuquerque e Silva (interino) | 12 de julho de 1913    | 2 de agosto de 1913    | Hermes da Fonseca  |
| 76 | Alexandrino Faria de Alencar                           | 2 de agosto de 1913    | 15 de novembro de 1914 | Hermes da Fonseca  |
| 76 | Alexandrino Faria de Alencar                           | 15 de novembro de 1914 | 15 de novembro de 1918 | Venceslau Brás     |
| 77 | Antônio Coutinho Gomes Pereira                         | 15 de novembro de 1918 | 26 de julho de 1919    | Delfim Moreira     |
| 78 | Raul Soares de Moura                                   | 26 de julho de 1919    | 20 de outubro de 1920  | Epitácio Pessoa    |
| 79 | Joaquim Ferreira Chaves                                | 20 de outubro de 1920  | 12 de setembro de 1921 | Epitácio Pessoa    |
| 80 | João Pedro da Veiga Miranda                            | 12 de setembro de 1921 | 15 de novembro de 1922 | Epitácio Pessoa    |
| 81 | Alexandrino Faria de Alencar                           | 15 de novembro de 1922 | 18 de abril de 1926    | Artur Bernardes    |
| 82 | Arnaldo de Siqueira Pinto da Luz                       | 20 de abril de 1926    | 15 de novembro de 1926 | Artur Bernardes    |
| 82 | Arnaldo de Siqueira Pinto da Luz                       | 15 de novembro de 1926 | 20 de outubro de 1930  | Washington Luís    |

### Era Vargas(2ªe3ªRepúblicas)
| Nº | Nome                       | Início                 | Fim                    | Presidente                              |
| -- | -------------------------- | ---------------------- | ---------------------- | --------------------------------------- |
| 83 | Isaías de Noronha          | 25 de outubro de 1930  | 3 de novembro de 1930  | Junta Governativa Provisória de 1930    |
| 83 | Isaías de Noronha          | 3 de novembro de 1930  | 17 de dezembro de 1930 | Getúlio Vargas (Governo Provisório)     |
| 84 | Conrado Heck               | 17 de dezembro de 1930 | 9 de junho de 1931     | Getúlio Vargas (Governo Provisório)     |
| 85 | Protógenes Guimarães       | 9 de junho de 1931     | 20 de julho de 1934    | Getúlio Vargas (Governo Provisório)     |
| 85 | Protógenes Guimarães       | 20 de julho de 1934    | 12 de novembro de 1935 | Getúlio Vargas (Governo Constitucional) |
| 86 | Henrique Aristides Guilhem | 12 de novembro de 1935 | 10 de novembro de 1937 | Getúlio Vargas (Governo Constitucional) |
| 86 | Henrique Aristides Guilhem | 10 de novembro de 1937 | 30 de outubro de 1945  | Getúlio Vargas (Estado Novo)            |
| 87 | Jorge Dodsworth Martins    | 30 de outubro de 1945  | 31 de janeiro de 1946  | José Linhares                           |

### Período Populista(4ª República)
| Nº | Nome                           | Início                 | Fim                    | Presidente e Primeiros Ministros                                    |
| -- | ------------------------------ | ---------------------- | ---------------------- | ------------------------------------------------------------------- |
| 87 | Jorge Dodsworth Martins        | 31 de janeiro de 1946  | 29 de setembro de 1946 | Eurico Gaspar Dutra                                                 |
| 88 | Sílvio de Noronha              | 29 de agosto de 1946   | 31 de janeiro de 1951  | Eurico Gaspar Dutra                                                 |
| 89 | Renato de Almeida Guillobel    | 31 de janeiro de 1951  | 26 de agosto de 1954   | Getúlio Vargas (4º Governo)                                         |
| 90 | Edmundo Jordão Amorim do Valle | 26 de agosto de 1954   | 11 de novembro de 1955 | Café Filho                                                          |
| 91 | Antônio Alves Câmara Júnior    | 11 de novembro de 1955 | 31 de janeiro de 1956  | Nereu Ramos                                                         |
| 91 | Antônio Alves Câmara Júnior    | 31 de janeiro de 1956  | 19 de agosto de 1958   | Juscelino Kubitschek                                                |
| 92 | Jorge do Paço Matoso Maia      | 19 de agosto de 1958   | 3 de janeiro de 1961   | Juscelino Kubitschek                                                |
| 93 | Sílvio Heck                    | 3 de janeiro de 1961   | 25 de agosto de 1961   | Jânio Quadros                                                       |
| 93 | Sílvio Heck                    | 25 de agosto de 1961   | 8 de setembro de 1961  | Ranieri Mazzilli                                                    |
| 94 | Ângelo Nolasco de Almeida      | 8 de setembro de 1961  | 27 de junho de 1962    | João Goulart Primeiro Ministro Tancredo Neves                       |
| —  | Heitor Doyle Maia (interino)   | 27 de junho de 1962    | 12 de julho de 1962    | João Goulart Primeiro Ministro Tancredo Neves                       |
| 95 | Pedro Paulo de Araújo Suzano   | 12 de julho de 1962    | 18 de setembro de 1962 | João Goulart Primeiro Ministro Francisco de Paula Brochado da Rocha |
| 95 | Pedro Paulo de Araújo Suzano   | 18 de setembro de 1962 | 24 de janeiro de 1963  | João Goulart Primeiro Ministro Hermes Lima                          |
| 95 | Pedro Paulo de Araújo Suzano   | 24 de janeiro de 1963  | 14 de junho de 1963    | João Goulart (Chefe de Estado e Chefe de Governo)                   |
| 96 | Sílvio Borges de Sousa Mota    | 14 de junho de 1963    | 27 de março de 1964    | João Goulart (Chefe de Estado e Chefe de Governo)                   |
| 97 | Paulo Mário da Cunha Rodrigues | 27 de março de 1964    | 4 de abril de 1964     | João Goulart (Chefe de Estado e Chefe de Governo)                   |

### Ditadura militar(5ª República)
| Nº  | Nome                               | Início                 | Fim                    | Presidente            |
| --- | ---------------------------------- | ---------------------- | ---------------------- | --------------------- |
| 98  | Augusto Rademaker                  | 4 de abril de 1964     | 20 de abril de 1964    | Ranieri Mazzilli      |
| 99  | Ernesto de Melo Batista            | 20 de abril de 1964    | 15 de janeiro de 1965  | Castelo Branco        |
| 100 | Paulo Bosísio                      | 15 de janeiro de 1965  | 17 de dezembro de 1965 | Castelo Branco        |
| 101 | Zilmar Campos de Araripe Macedo    | 17 de dezembro de 1965 | 15 de março de 1967    | Castelo Branco        |
| 102 | Augusto Rademaker                  | 15 de março de 1967    | 31 de agosto de 1969   | Costa e Silva         |
| 102 | Augusto Rademaker                  | 31 de agosto de 1969   | 30 de outubro de 1969  | Junta militar de 1969 |
| 103 | Adalberto de Barros Nunes          | 30 de outubro de 1969  | 15 de março de 1974    | Emílio Médici         |
| 104 | Geraldo Azevedo Henning            | 15 de março de 1974    | 15 de março de 1979    | Ernesto Geisel        |
| 105 | Maximiano Eduardo da Silva Fonseca | 15 de março de 1979    | 21 de março de 1984    | João Figueiredo       |
| 106 | Alfredo Karam                      | 21 de março de 1984    | 15 de março de 1985    | João Figueiredo       |

### Nova República(6ª República)
| Nº  | Nome                                  | Início               | Fim                    | Presidente                             |
| --- | ------------------------------------- | -------------------- | ---------------------- | -------------------------------------- |
| 107 | Henrique Saboia                       | 15 de março de 1985  | 15 de março de 1990    | José Sarney                            |
| 108 | Mário César Flores                    | 15 de março de 1990  | 8 de outubro de 1992   | Fernando Collor                        |
| 109 | Ivan da Silveira Serpa                | 8 de outubro de 1992 | 1 de janeiro de 1995   | Itamar Franco                          |
| 110 | Mauro César Rodrigues Pereira         | 1 de janeiro de 1995 | 31 de dezembro de 1998 | Fernando Henrique Cardoso (1º Governo) |
| 111 | Sérgio Gitirana Florêncio Chagasteles | 1 de janeiro de 1999 | 10 de junho de 1999    | Fernando Henrique Cardoso (2º Governo) |